# Észak-szíriai offenzíva (2015. október–november)
Ez a szócikk az arab neveket a Magyar Helyesírás Szabályai 221. pontja által a tudományos ismeretterjesztés számára megengedett nemzetközi átírást használja. Amennyiben létezik közismert magyar név, akkor a szócikkben az szerepel.
Október 7-én, röviddel az orosz légi támadások szíriai megindulása után a szír kormány és szövetségesei szárazföldi offenzívát indítottak az Észak-Szíriában, leginkább Hamá kormányzóságban lévő felkelői pozíciók ellen. Az offenzíva fő célja Hamá és Idlib kormányzóságok elszigetelése volt egy Khan Shaykhun városa körüli ütköző zóna kialakításával. A jellemzések szerint a szíriai polgárháború kezdete óta ez volt az első szír-oroz közös irányítású támadás. Az offenzíva a következő napokban a harcok átterjedtek a Hamá északnyugati és Idlib délnyugati területén fekvő Gab-alföldre, és beértek Latakia kormányzóság egyes területeire is.

## Kronológia

### A szír kormány offenzívája
Az orosz légierővel és a Nemzetvédelmi erőkkel megtámogatott Szír Hadsereg október 7-én offenzívát indított a felkelők kezén lévő Kafr Nabouda, Qala’at Al-Madayq, Lahaya, Al-Mughayr, Latmin, Al-Lataminah, Kafr Zita és Markabah falvak ellen. Az SOHR hírei szerint a harcok kezdetén a felkelők a hadsereg nyolc járművét és tankját tették tönkre. Hozzátették azt is, hogy ugyanakkor a felkelők autóit és borait is bombatámadások érték.
A hadsereg még aznap területeket szerzett meg Latminban, mire válaszul a felkelők a frontvonalon három másik tankot tettek tönkre. A felkelők Muraknál ellentámadásba lendültek, és a jelentések szerint egy hegyet elfoglaltak. Az Orosz Légierő aznap legalább 40 légi támadást hajtott végre. A kormánypárti források beszámolói szerint 10 tankot és BMP-t semmisítettek meg. A hadsereg aznap elfoglalta Al-Mughayr, Markabah, Tal Sakhar és Tal Uthman területét, és állításaik szerint a felkelők erősítésének megérkezte előtt rövid ideig ellenőrzésük alá vonták Al-Haweez falut és Kafr Nabouda városát. A felkelők ezután egészen Latminig visszaszorították őket.
Másnap a felkelők Kafr Nabouda közelében lelőttek egy szír vagy orosz helikoptert, és lehet, hogy a közelben egy másikat is harcképtelenné tettek. Az SOHR jelentése szerint a felkelők Kafr Nabouda környékén bizonyos területeket visszafoglaltak, és ezalatt egy páncélos csapatszállítót megsemmisítettek.
Október 9-én a hadsereg elfoglalta a főleg hegyvidéki Jubb al-Ahmar régió túlnyomó részét. Az SOHR jelentése szerint a hadsereg még mindig a régebben már bevettnek jelentett Atshan elfoglalásával volt lekötve, miközben a felkelők aznap hat tankot tettek tönkre vagy rongáltak meg.
Október 10-én a Szír Hadsereg elfoglalta a stratégiai jelentőségű Atshan és Om Hartein falvakat, valamint a Sukayk hegyet, miközben megpróbált előrébb nyomulni, hogy Idlib kormányzóság északi felén elfoglalhassa Khan Shaykhunt. Az összecsapások alatt több kormányzati tankot és csapatszállítót is megtámadtak. A Hezbollah elmondása szerint Tal Sukayk bevételekor aznap megölték Hassan Hussein al-Hajt és a felkelők egyik parancsnokát.
Október 11-én a hadsereg támogatásával a Hezbollah a Gab-alföldön elfoglalta al-Bahsar, miközben a felkelők egy tankot megsemmisítettek. Ráadásképp a hadsereg Morektől egészen Atshanig jutott előre. A kormánypárti al-Masdar hírügynökség szerint a hadsereg Latakia kormányzóságban Salmaba is bejutott, ahol a harcok folyamatban voltak.
Október 12-én reggel a hadsereg elfoglalta Kafr Nabuda déli részét, ahol korbban az oroszok 30 alkalommal hajtottak végre légi támadást, ezen kívül a kormányerők rakétákkal többször is lőtték. nem sokkal később a hadsereg biztosítani tudta a várost, és ezután a Gab-alföldön elfoglalta Mansoura falut valamint Idlib kormányzóságban Sukaykot. Azonban a felkelők aznap – a dzsihaditsa erősítés megérkezte után – egy ellentámadásban visszafoglalták Kafr Nabudat. Latakiából ellentmondó hírek érkeztek. Az SOHR jelentése szerint a felkelők újabb területeket szeretek meg Dorinban, míg a hadsereg szerint Latakiában az ő pozíciójuk javult. Később megerősítették, hogy a felkelők elhagyták Dorint. Kafr Nabuda megtámadása óta 25 kormánypárti katona halt meg, köztük 7 a Hezbollah állományába tartozott. További 20 Hezbollah-harcos megsebesült.
Október 13-án a kormány seregei elfoglalta Lahayat, miközben Kafr Nabuda külvárosaiban tovább folytak az összecsapások. A hadsereg jelentése szerint a kormány behatolt Tartiyah városába, és Salma területén is sikereket ért el, miután Dorinnál megakadályozta a felkelők egyik ellentámadását. Aznap két iráni ezredest öltek meg a frontvonalnál. Az erősítésen kívül a felkelők számos BGM–71 TOWot küldtek ki a harctérre, és ellentámadást hirdettek Hamá visszafoglalásáért. Arról is jöttek tudósítások, hogy a Hezbollah egy támadásra készülve Szíria délnyugati részére összpontosította a seregeit.
Október 14-én a kormány seregei elfoglalták a Gab-alföldön Fawru és Sirmaniyah falvait. Eddig a Háborúkutató Intézet (ISW) véleménye szerint a kormány mérsékelt sikereket ért el, mert miközben 6 falut elfoglal, súlyos veszteségeket szenvedett el.
Október 15-én a Gab-alföldön a kormány elfoglalta al-Safsafah falut. A Szír Hadsereg Orosz Légierő által támogatott offenzívájára válaszul a dzsihadista Turkoman Iszlám Párt a felkelők segítségére katonákat küldött a Gab-alföldre, ahol a Szír Hadsereggel, iráni seregekkel és a Hezbollah katonáival kellett felvenniük a küzdelmet. A Turkamn Iszlám Pártnál harcoló ujgur harcosokról tettek közzé fényképeket, melyre arabul a következő szöveget írták: “erőteljesen kiállunk az alaviták hadserege és az oroszok ellen.” Jab al-Ahmar és Ghamaam Latakia olyan területei, ahova az orosz beavatkozásra válaszul Idlibből a Turkman Iszlám Párt több fegyverest is átcsoportosított.
Október 19-én a hétvégi szünetet követően a hadsereg újraindította a hadműveletet. A kormányerők ideiglenesen megszerezték Mansoura gabonasilóinak egy részét, majd a felkelők ellentámadással ezeket visszaszerezték. A silóknál a felkelők egyik dandárparancsnokát megölték. Másnapra 16 kormánykatona halt meg. Miután Ziwayk hegytetőről előre tudtak törni, az SAA katonái megszerezték a Zahiyab-hegység több hegycsúcsát is, mint a Point 1112, a Point 482, a Tal Thamamiyah, a Kawa Al-Hatab, és a Tal Thalatha.
Október 20-án a szíriai Latakia kormányzóságban az oroszok légi támadásának következtében négy másik harcossal együtt meghalt Basil Zamo, az 1. Tengerparti Osztag felkelő csoport parancsnoka is.

### A felkelők ellentámadása
Október 23-án a felkelők elfoglalták al-Dilt és megtámadták Sukayk hegyét valamint magát a falut is. Aznap a felkelők tovább haladtak, miközben az oroszok az egyik központjukat lőtték. A felkelők szóvivője szerint az SAA a hamái (északnyugati) offenzíva kezdete óta már 57 járművet vesztett el. Estére a felkelők Maarkaba és Lahaya falvait is visszafoglalta. Az összecsapásokban a felkelők 12, a kormányerők 14 tagja esett el és megszereztek két felfegyverzett járművet.
Október 24-én al-Latamneh közelében egy tábori kórházat bombáztak, s eközben t9bb felkelőt megöltek és több egészségügyi dolgozót megsebesítettek. Killing a number of rebels and wounding medical personnel. Meanwhile, rebels were preparing to attack the Mork area.
Október 25-én a Szabad Szíriai Hadsereg három hamái csapata összeolvadt, és így jött létre a Jaysh al-Nasr. Eközben Dorin-Isterbah körzetében megöltek egy szír ezredest és három, szintén szír katonát, míg a BGM–71 TOW működtetésében nagy szaktudással rendelkező Abu Omar "TOW"-ot Hamában gyilkolták meg. A nap végén egy homokvihar nagy mértékben hátráltatott mindenféle katonai tevékenységet.
Október 26-án az erőteljes orosz légicsapásokkal megtámogatott kormányzati seregek visszafoglalták a Gab-alföldön Mansura városát. A Jaysh al-Islam egyik szárazföldi parancsnokát aznap megölték.
Október 27-én a felkelők Hamá északi külvárosaiban legalább két tankot és egy APC-t megsemmisítettek, miközben 10 felkelő az életét vesztette.
Október 28-án a Morek körüli harcokban megsemmisült a hadsereg két tankja, míg egy harmadik járművet találat ért. Aznap a felkelők visszafoglalták Sukayk falut, miközben a hadsereg elhagyta a Morektől északra fekvő területeket. Az összecsapásokban két tisztviselő és a felkelők egyik vezetője halt meg. At al-Masdar News elemzése szerint ha a felkelők elfoglalják Moreket, akkor jó helyzetben lennének ahhoz, megtámadjanak két olyan várost – Sourant és Taybat Al-Imamt – melyek után nagyszabású támadást is indíthatnának Hamá városa ellen. Estére a kormánycsapatok több állást visszaszereztek az ISIL-től a Salamiya–Ithiriya gűút mentén.
Október 30-án Latakában a felkelők visszafoglalták Kafar Delbah területeit, ezt azonban a kormánypárti források cáfolták. Másnap 20 felkelői csoport támadt rá Morekre.Libanoni hírforrások szerint a Hezbollah 7 harcosa orosz baráti tűzben lelte halálát, melyet a felkelők ellen akartak indítani.
November 1. és 3. között heves tűzharcok folytak Latakia északi, hegyvidéki részében Ghannam megszerzéséért.A település négyszer cserélt gazdát, míg végül ismét a felkelőké lett. 18 katonát és bizonytalan számú felkelőt megöltek.
November 3-án a felkelők elfoglalták Tall-Uthman és al-Janabra hegyeit, a Hamidid benzinkutat, és Morektől nyugatra egy állást. A felkelők egy BGM–71 TOW-wal megsemmisítettek két tankot, több más járművet is használhatatlanná tettek, valamint két tankot és egy páncélos csapatszállót zsákmányoltak. Aznap öt felkelőt öltek meg, köztük egy vezetőt ésegy parancsnokot. Este a kormányerők Khan Sheikhount bombázták, ahol megöltek négy polgári lakost is.
November 4-én a felkelők a Tall-Uthman hegy fölött lelőtték a szírek egyik MiG–21-es gépét. Az elromlott ejtőernyő miatta a pilóta életét vesztette. A felkelők egy masszív támadásának következtében a kormánynak este 22 órs körül fel kellett adnia a stratégiai Moreket. Viszont vissza tudták foglalni al-Bani hegyét, és állítólag Tall-Uthman hegye is az ő kezükre került.
November 5-én a hadsereg több ellentámadása után a felkelők biztosítani tudták Moreket. A város körül a felkelők egy vezetője és több tagja, valamint a hadsereg több katonája meghalt többen megsérültek. Az Al-Masdar kormányközeli hírszolgálat elemzése szerint annak köszönhető az SAA gyors összeomlása a városban, hogy az ISIL megtámadta az Aleppó kormányzóságba vezető egyetlen utánpótlási útvonalát. Emiatt azonnali szükségállapot alakult ki Aleppóban, s erre válaszul a Katonai Főparancsnokságnak nem volt más lehetősége, minthogy hatalmas seregeket vezényeljenek át más helyszínekről. Ennek következtében meggyengült az északkeleti hamái védvonal. Később Ma'antól és Sourantól északra már ütőképes védelme volt a katonaságnak. Estére a felkelők bevonultak Atshan faluba, és több katonával illetve tisztviselővel (többek között egy dandártábornokkal) végeztek, és visszafoglalták Tell Sukayk hegyet. A kormány seregei Latakiában állítólag elfoglalták Khandaq Al-Khamou, Barisha és Khirbat Jubb Al-Za’rour falvakat. Az oroszok második barátságos tüzében 16 Hezbollah-harcos halt meg, mikor Idlibnél a zátonynál lévő pozícióikat támadták meg. Hamában ugyanakkor 5 felkelő (többségük szárazföldi parancsnok) vesztette életét.
November 6-án a felkelők visszafoglalták Atshan, Umm Hartein települések, al-Hilal és al-Naddaf baromfitelepek, al-Easawi ellenőrző pont területeit és az al-Tawil hegyet. Az összecsapásokban legalább 10 katona és tisztviselő halt meg, továbbá több felkelő is életét vesztette. Ezen a napon a Szír Hadsereg visszafoglalta Ghamam falut és állítólag az arra rálátást biztosító Jabal Bakdash hegycsúcsát is. Eközben a felkelők is tovább haladtak, és Hamában elfoglalták Qubaybat Abu al Huda falut, a Tell Swan hegyet valamint Mantana területét, míg Maan városrészét, Alawite falut északról és keletről kezdték ostromolni. Később a szír seregek szövetségeseikkel együttműködve a Gab-alföldön Safsafa biztosítása után állítólag elfoglalták Al-Kareem, Ramleh, Qabr Fidah és Al-Ashrafiyah falvakat.
November 9-én a felkelők elfoglalták Al-Mughayr falut és a Morektől délre fekvő Al-‘Abboud ellenőrző pontot. Ezen kívül Ghamam falu közelében is több kisebb területet megszereztek. Aznap nyolc felkelőt (köztük egy katonai vezetőt) is megöltek a támadásokban.
November 10-én az SOHR arról számolt be, hogy a felkelők Ghmam környékén több területet is elfoglaltak, megszereztek egy tankot és több más járművet is. Ezeket a híreket katonai hírforrások később cáfolták. Aznap az NDF az SSNP-vel együttműködve ellentámadást intézett a felkelők ellen, és állítólag megszerezte Al-Mughayr falut, a Tal Al-Sakhr hegyet és a felkelők kezén lévő Kafr Naboudeh mellett közvetlenül délre fekvő gabonasilókat.
November 29-én Jisr al-Shughourban a Turkman Iszlám Párt székházát érte orosz bombatalálat.
December 13-án a felkelők elfoglalták Al-Buwaydah és Masasineh településeket, valamint az Al-Zulaqiyat és Zalin ellenőrző pontokat Hamától északra. Később a kormányerők ellentámadást kezdtek, és visszafoglalták Al-Buwaydah és Masasineh településeit. Másnap a kormányerők visszafoglalták Zalin ellenőrző pontját Hamától északra.

## Következmények – későbbi offenzívák
2015. november közepén a kormány egy nagyméretű támadást indított Latakiától északra. A hadművelet fő célja Latakia kormányzóság Törökországgal határos, a felkelők kezén lévő területének visszafoglalása volt.
Eközben a felkelők november végén maguk is indítottak egy offenzívát Hamá északi részén, hogy megszerezzék a Damaszkuszba vezető út mentén lévő falvakat.